# 平措
平措（藏語：ཕུན་ཚོགས་，威利转写：phun tshogs；1958年—），西藏噶尔人，藏族，中华人民共和国政治人物、第十二届全国人民代表大会西藏地区代表。
毕业于新疆工学院机械制造及工艺设备专业。加入中国共产党。2013年，担任全国人大代表。